# Лачени (Арђеш)
Лачени (рум. Lăceni) насеље је у Румунији у округу Арђеш у општини Костешти. Oпштина се налази на надморској висини од 275 m.

## Становништво
Према подацима из 2002. године у насељу је живело 195 становника, од којих су сви румунске националности.